# مؤسسه شهدا
 مؤسسه شهدا یکی از پرکارترین سازمان‌های غیر دولتی، غیرانتفاعی و غیرسیاسی در افغانستان است که به هدف کمک به سلامت شهروندان افغان و به‌خصوص زنان و کودکان در سال ۱۳۶۸ خورشیدی توسط دکتر سیما سمر ایجاد شد. این مؤسسه در حال حاضر مشغول فعالیت در ۹ ولایت افغانستان می‌باشد. و در شرایط سخت دورهٔ طالبان نیز به کار خود ادامه داد.
این مؤسسه قدیمی‌ترین سازمان غیر دولتی در منطقه و بزرگ‌ترین ان‌جی‌اوی اداره شده توسط زنان (woman-led) است. دکتر سمر بنیان‌گذار این مؤسسه چندین جایزه حقوق بشر و صلح دربافت کرده و نامزد دریافت جایزه صلح نوبل بوده‌است.
این مؤسسه اداره‌کننده چندین بیمارستان و کلینک پزشکی و بنیان‌گذار ۷۱ مدرسه دخترانه و پسرانه در افغانستان می‌باشد. مؤسسه شهدا اولین و تنها خانه امن برای زنان خودسرپرست، در معرض خشونت و محروم را در افعانستان تأسیس کرده‌است. این مؤسسه با پرداخت مستمری نقدی به بعضی زن‌های بیوه افغان کمک می‌کند. همچنین در زمان طالبان که امکان باز کردن مدرسه‌های پسرانه نیز به سختی ممکن بود، مؤسسه شهدا کمک کرد دختران به‌طور پنهانی به مکتب بروند. با وجود اینکه جنگ‌طلبان چندین بار مدرسه‌های پسرانهٔ مؤسسه را هم با خشونت بسته و آن‌ها را غارت کردند، پس از دورهٔ طالبان تعدادی دانش آموز دختر از مدرسه‌های پنهانی این مؤسسه فارغ‌التحصیل شدند که حتی موجب تعجب وزارت معارف افغانستان شده بود.